# Mads Christiansen
Mads Christiansen (Næstved, 3 de maio de 1986) é um handebolista profissional dinamarquês, campeão olímpico.

## Carreira
Mads Christiansen fez parte do elenco medalha de ouro na Rio 2016.